# Nazionale maschile di pallanuoto dell'Egitto
La nazionale di pallanuoto maschile dell'Egitto è la rappresentativa dell'Egitto nelle competizioni pallanuotistiche maschili.

## Storia
Gli egiziani hanno partecipato a 6 Olimpiadi e a 2 campionati mondiali.

### 1922-1953 Egitto
In questo periodo la nazionale è riuscita a qualificarsi a 2 Giochi Olimpici.

### 1958-1971 Repubblica Araba Unita
A seguito della fondazione della Repubblica Araba Unita (e l'unione provvisoria con la Siria del 1958), la partecipazione ai Giochi olimpici estivi di Roma 1960 e Tokyo 1964 avvenne con il nome del nuovo stato, sotto la sigla RAU all'edizione italiana (acronimo in italiano di Repubblica Araba Unita, in francese di République Arabe Unie e in spagnolo di República Árabe Unida), UAR all'edizione del 1964 (acronimo in lingua inglese United Arab Republic). Sotto questa denominazione, ha partecipato a ben 3 edizioni consecutive delle Olimpiadi. L'ultima uscita internazionale con la sigla RAU, furono i Giochi di Città del Messico 1968.

### dal 1971 Repubblica Araba d'Egitto
Dopo l'edizione olimpica messicana, il Paese tornò a gareggiare ufficialmente come Repubblica Araba di Egitto solo a partire dal 1971.
Da allora un solo acuto: la partecipazione ai Giochi ateniesi del 2004.

## Risultati

### Massime competizioni
Olimpiadi
- 1948 7°
- 1952 10°
- 1960 13°
- 1964 12°
- 1968 15°
- 2004 12°

Mondiali
- 1982 15°
- 1991 15°

### Altre
World League
- 2008 10°

## Formazioni

### Olimpiadi
Giochi olimpici - Londra 1948Nessim • El-Gamal • Khadry • Haraga • El-Said • Khalifa • Gharbo • Hemmat • El-Sha'rawi • M. Ali El-Din • A.E.Z.A. Hatab • M.G. Khalifa, CT: -
Giochi olimpici - Helsinki 1952Nessim • Hakim • Gharbo • El-Gamal • Sabry • Khalifa • El-Shafei • El-Said • Abou El-Kheir • El-Sha'rawi •  S.E.H. Ali • M.K. Ayoub • S.M.A. Sherif, CT: -
Giochi olimpici - Roma 1960Khalifa · Amin · Rahman · Azmi · Bakri · El-Gamal · El-Nazer · El-Said · El-Shafei · Hafiz · Younes, CT: -
Giochi olimpici - Tokyo 1964Khalil • Soliman • El-Gamal • Amin • El-Sayed • Kourched • Gamil • El-Moalem • Amir, CT: István Szívós
Giochi olimpici - Città del Messico 1968M. Soliman • Shalabi • El-Bassiouni • S. Soliman • Touny • El-Moalem • El-Shafei • El-Kashef • El-Baroudi • Touny • Gamil, CT: -
Giochi olimpici - Atene 2004Hady • Mohsen • Ahmed • Badr • El-Helw • El-Sammany • Gamal-el-Din • Khalil • Mashhour • Mohamed • Rezk • Sultan • Zaher, CT: Adel Shamala